# Ajac (Corresa)
Ajac (en francès Objat) és un municipi francès situat al departament de la Corresa i a la regió de la Nova Aquitània.

## Demografia
| 1962                                       | 1968  | 1975  | 1982  | 1990  | 1999  | 2007  |
| ------------------------------------------ | ----- | ----- | ----- | ----- | ----- | ----- |
| 2.455                                      | 2.711 | 3.077 | 3.211 | 3.163 | 3.368 | 3.490 |
| Des de 1962: població sense dobles comptes |       |       |       |       |       |       |

## Administració
| Període   | Identitat         | Partit |
| --------- | ----------------- | ------ |
| 1944-1949 | Paul Simon        |        |
| 1949-1967 | François Lagarde  |        |
| 1967-1971 | Clément Chevalier |        |
| 1971-1983 | Roger Chassaing   |        |
| 1983-2007 | Jacques Lagrave   | UMP    |
| 2007-     | Philippe Vidau    | UMP    |